# Oligocentria paradisus
Oligocentria paradisus är en fjärilsart som beskrevs av Benjamin 1932. Oligocentria paradisus ingår i släktet Oligocentria och familjen tandspinnare. Inga underarter finns listade i Catalogue of Life.